# آيت عمر الفوقانيين (تاوريرت)
آيت عمر الفوقانيين هو دُوَّار يقع بجماعة أقرمود، إقليم الصويرة، جهة مراكش آسفي في المملكة المغربية. ينتمي الدوّار لمشيخة تاوريرت التي تضم 7 دواوير. يقدر عدد سكانه بـ 593 نسمة حسب الإحصاء الرسمي للسكان والسكنى لسنة 2004.

## وصلات خارجية
- البوابة الوطنية للجماعات الترابية
- المندوبية السامية للتخطيط